# Équipe de Nouvelle-Zélande de rugby à XV à la Coupe du monde 1991
LÉquipe de Nouvelle-Zélande de rugby à XV à la Coupe du monde 1991 termine troisième de la compétition. Elle est battue en demi-finale par l'équipe d'Australie et remporte la petite finale contre l'équipe d'Écosse.

## Liste des joueurs
Les joueurs ci-après ont joué pendant cette coupe du monde 1991.

### Première ligne
- Sean Fitzpatrick
- Steve McDowell
- Richard Loe
- Graham Purvis
- Graham Dowd

### Deuxième ligne
- Gary Whetton  (capitaine)
- Ian Jones
- Steve Gordon

### Troisième ligne
- Michael Jones
- Zinzan Brooke
- Alan Whetton
- Andy Earl
- Mark Carter
- Paul Henderson

### Demi de mêlée
- Graeme Bachop
- Jason Hewett

### Demi d’ouverture
- Grant Fox
- John Preston

### Trois-quarts centre
- Bernie McCahill
- Walter Little
- Craig Innes

### Trois-quarts aile
- John Timu
- John Kirwan
- Va'aiga Tuigamala

### Arrière
- Terry Wright
- Shayne Philpott
- Kieran Crowley